# Joan Antoni de Boixadors i de Pinós
Joan Antoni de Boixadors i de Pinós   (Badalona, 1672 - Sampierdarena, 1745), conegut també com a Joan Antoni de Pacs, fou un militar, polític, erudit i músic català, cinquè comte de Savallà, setè comte de Peralada, cinquè marquès d'Anglesola i vescomte de Rocabertí.

## Biografia
Era fill de Joan de Boixadors i de Rocabertí i deTeresa de Pinós. Estudià música al monestir de Montserrat i compongué algunes peces musicals, de les quals es conserven dos misereres a quatre veus (1687).
Com a capità de la Coronela de Barcelona defensà la ciutat durant el setge de Barcelona de la guerra dels Nou Anys que va establir el Duc de Vendôme el 1697. Va participar en la fundació de l'Acadèmia dels Desconfiats, sent elegit el seu president. Amb la mort de Carles II de Castella va abraçar la causa de l'Arxiduc Carles en la Guerra de Successió Espanyola, participant en la defensa de Barcelona el 1706, el mateix any va ser nomenat governador de Mallorca eliminant el domini borbònic de l'illa, mantenint-se en el càrrec fins al 1709. Abandonà el càrrec el 1709, i, de bell nou a Barcelona, fou director de la capella de música del Palau Reial. El 1711 acompanyà l'arxiduc Carles a Viena i des d'allà, per encàrrec dels consellers de Barcelona, portà a terme, sense èxit, gestions diplomàtiques per tal que les tropes imperials no evacuessin Catalunya. Fou cavaller director de la capella imperial de música de Viena (1717-21) i posteriorment president i porta-segells del Consell Suprem de Flandes (1729-1740). A la mort de l'emperador (1740) anà a Itàlia, on morí.
Es va casar tres vegades, la primera el 1699 amb Dionísia Sureda de Sant Martí i Safortesa, amb qui va tenir dotze fills, amb Xaviera von Berg, i amb María Francisca Pérez. Els seus fills foren Maria Teresa de Boixadors i Sureda de Sant Martì, Maria Gracia, Carles, Bernat Antoni, Joana, Francesc, Tomàs, Josep, Maria Antònia, Joan Tomàs, Joan Francesc i Josepa.